# Folia finish
Folia finish – jeden z półproduktów wykorzystywanych przez przemysł meblarski. Stosuje się ją do oklejania płyt drewnopochodnych, służących do produkcji drzwi, listew przypodłogowych, listew przyściennych, elementów mebli itp.
Produkt ten dostępny jest również w wersjach o podwyższonej odporności na zarysowania i działanie wody.

Folie finish są, z technicznego punktu widzenia, produktami bardzo zaawansowanymi. Do ich produkcji stosuje się zadrukowany, cienki preimpregnat lub papier dekoracyjny oraz wykorzystuje różne metody lakierowania.
Spotyka się następujące typy produktów:
- Ecofoil
- Smartfoil
- Postfoil